# Телеоператорный режим управления

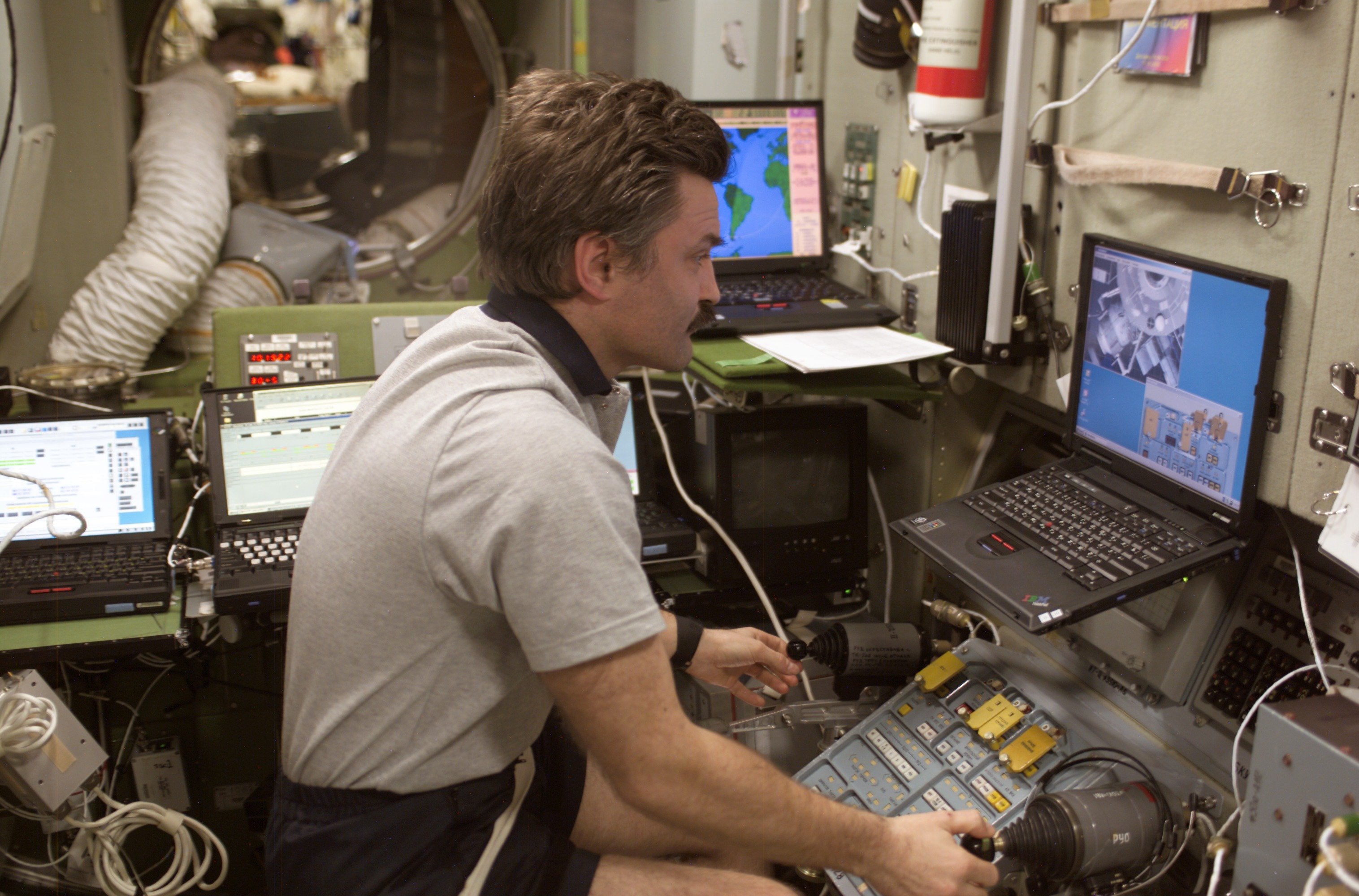
Подготовка к использованию ТОРУ для стыковки с «Прогрессом М1-11», модуль «Звезда», Международная космическая станция

ТОРУ (Телеоператорный Режим Управления) — дистанционная ручная система сближения и стыковки космических аппаратов, использующаяся на космических аппаратах (КА) «Союз» и «Прогресс». Является запасной для автоматической системы «Курс». Применялась на орбитальных станциях «Мир», МКС. При помощи этой системы возможно управление беспилотным КА оператором со станции.
Широкую известность получила в июне 1997 года, когда в результате неудачного сближения «Прогресс М-34» столкнулся с модулем «Спектр». Столкновение произошло из-за ошибки при испытании новой системы управления и сближения.
Система ТОРУ управляется при помощи двух джойстиков и пульта. Левым джойстиком контролируется движение корабля, а правым — его ориентация. Система включает в себя телекамеру, установленную на стыкующемся корабле. Кроме видеоизображения, ТОРУ передаёт звук, который может дать дополнительную информацию о ходе стыковки.
Космонавты сообщали о значительных задержках при использовании ТОРУ. Некоторые радиолюбители принимали сигналы, которые могут принадлежать системе ТОРУ.

## История
Режим разработан в 1992 году. Предназначен для ручного управления на расстояниях 6—8 км и менее.
Первое испытание ТОРУ на орбите без стыковки проводилось 6 февраля 1993 на расстояниях около 200 м Геннадием Манаковым («Прогресс М-15»).
2 сентября 1994 года, после двух неудачных попыток автоматической стыковки «Прогресса М-24» (з/н 224) и ОС Мир, Юрий Маленченко, командир 16-й ОЭ, произвёл ручную стыковку с использованием ТОРУ.
3 марта 1997 — отработка режима БПС+ТОРУ (баллистическое прецизионное сближение с переходом на ТОРУ и ручными причаливанием и стыковкой) с ТКГ «Прогресс М-33» завершилась неудачно из-за пропадания видеоизображения. Было принято решение продолжить отработку режима БПС+ТОРУ на нескольких последующих «Прогрессах».
25 июня 1997 года при отработке БПС+ТОРУ «Прогресс М-34» столкнулся с станцией Мир, что привело к разгерметизации модуля «Спектр».
18 августа 1997 во время подхода ТКГ «Прогресс М-35» на станции произошло отключение центральной ЭВМ и была потеряна возможность поддерживать ориентацию, вследствие чего “Курс” на корабле отключился. Командир экипажа Анатолий Соловьев выполнил стыковку в телеоператорном режиме.
При стыковке ТГК «Прогресс МС-15» и «Прогресс МС-16» экипаж МКС использовал ТОРУ из-за отказа системы «Курс-НА». Предположительно была повреждена антенна радиотехнической системы взаимных измерений при нештатном сбросе головного обтекателя.